# 龐圖國際藝術運動
龐圖國際藝術運動（Punto International Art Movement）是60年代一個由眾多不同國籍之藝術家組成的前衛藝術運動派別，最初是由台灣東方畫會的蕭勤、李元佳與義大利藝術家卡爾代拉拉（A. Calderara）、瑪依諾（Maino）與日本藝術家吾妻兼治郎等五人於義大利米蘭成立籌備會，並於1962年2月6日推出首屆展覽後前後總計有13次展覽，陸續共有十多個國籍的一百多位藝術家參與，展出地點遍及義大利、西班牙、荷蘭等國的數個城市，以及1963年由藝術家兼藝評人黃朝湖引進台灣，而其中又以1962年於巴塞隆納的展覽規模最為龐大。
龐圖運動的主要宗旨為追求緣起於古代中國的「靜觀主義」哲學，並反對在1960年前後逐漸趨於制式、僵化和過分時髦、流暢傾向的抽象藝術，龐圖運動著重的是內在精神的自省並主張從藝術活動出發的一種思想體系的重建，此運動不只限於藝術家，舉凡音樂、戲劇、詩人、出版商、收藏家……等只要認同該思想都可以參與。

## 背景
根據創始人之一的蕭勤分析，1950年代前後，在國際藝壇中佔有領導地位的抽象藝術派別以及其後繼者的創作已被批評有漸趨學院似的僵化或是過分裝飾性的傾向，而部分年輕的藝術家也自覺藝術創作不能只限於本能衝動而毫無節制，於是開始朝向三個方向發展： ㈠新達達主義（或稱新寫實主義） ㈡為單色畫或動態藝術 ㈢為「靜觀藝術」。
蕭勤認為「靜觀藝術」是其中唯一沒有近代起源的，它的根源必須追朔自古代中國的老莊哲學與佛家思想。在1923年的美國，馬克·托比（Mark Tobey）就開始研究中國文字，繼而結合在作品中，進行一種中國式的虛的空間的製作；而在1950年，馬克·羅斯科（M. Rothko）則對托比的發現作更深入的研究；繼托比、羅斯科之後又有紐曼等人接續。而龐圖運動正是這種藝術觀念趨向國際化、組織化的一個行動。而運動的名稱，原文「Punto」，為義大利文的「點」的意思，此「點」象徵為「始」亦為「終」；有「嚴正的、單純的、肯定的、永久的、建設性的」含意，中文「龐圖」一詞，為黃朝湖所譯，在1963年7月28日，發佈該運動來台展出的新聞稿中首次應用。

1961年8月21日，蕭勤與李元佳、義大利的卡爾代拉拉、瑪依諾以及日本的吾妻兼治郎在米蘭成立龐圖國際藝術運動籌備會，於1962年推出展覽並發表宣言：
了解在「無限」中之「有限」的範疇，即領悟「存在」與「思索」的真實性，及「工作理由」的純粹性。
另外龐圖針對這一宣言的精神，標舉了他們「絕對反對」的五種作風：
- 學院派——包括因襲一切藝術樣式的作品及毫無個性的作品。
- 非形象主義——即自動性、放縱性、發洩性，而毫無純正的藝術建設的作品。
- 新達達主義——即藝術之頹廢的遊戲性及玩世性的作品。
- 機械性的作品——即太過物質化、太純外表的視覺化，而忽略了人類崇高的精神性之活動的作品。
- 一切實驗性的藝術作品——藝術是肯定的，絕不能以實驗的科學心情實行創作。

而該項運動還有一些不成文的規定，便是申請加入該運動者，必須具備以下幾點條件：
1. 精神上的思索與他們有相通處
2. 在作品的表現上也要有相通處（表現手法不計，只看作品中精神表現如何而定）
3. 參加者須先經任何一個創辦人向「運動」中介紹後，再經其他創辦人通過方可加入

首屆展覽推出時，除了創始成員之外，參展的還有義大利空間派大師卢乔·丰塔纳（Fantana）、代·路易其（De Luigi）、波洛奈西（Bolcgnesi）……等人，在首展的一年後陸續吸引了一百多位藝術家參加，至少在形式上形成一股國際藝術熱潮，樂觀的藝術評論者推崇此活動「是一次新而最具人性精神活動之復興運動」。

## 評論
1962年8月15日，黃朝湖在蕭勤的資料提供下，向國內介紹運動成立的經過、主旨、展覽現況，並認為中國古代的哲學有領導世界藝壇的趨勢外，又提及兩點看法：
1. 當前歐洲畫壇傾向抽象，具象畫已是毫無希望了，轉回具象畫之說已成滑稽之談。
2. 「自動性技法」亦即「非形象主義」在歐美已成過去式，正在被淘汰中，藝術應求嚴正的思索與真實性，放肆的發洩已毫無意義

在1963年7月30日，龐圖藝展來台展出的第三天，長年支持現代繪畫發展的美學評論家虞君質教授在《新生報》的專欄上表示對於龐圖「絕對反對」五種風格的準則表示認同並認為這是「合於用藝術來表現善良人性的積極的要求」，但對於展出藝術家，認為其缺乏一致的風格，而對於「靜觀」精神的表現，則認為作品中確實有些精神性上的感受，卻又對形式過分重視，以至於成果與東方的「靜觀」尚有一段距離。
五月畫會的藝術家劉國松從中西繪畫的哲學基礎上分析，龐圖運動所主張的觀點與古代中國的「靜觀」哲學在根本上是截然不同的，反而是屬於西方的純理智、純美學的精神傳統下的產物，並以參展作品為例，認為作品與龐圖運動所標榜的精神也不甚符合。另外一點即是提及完全理智的獨立個體的抽象藝術與美術設計間相差無幾，認為「龐圖藝展」的作品讓人想到高山嵐等人於「黑白展」中的設計作法，並表示若藝術過度傾向設計容易使作品流於裝飾而不是增強藝術的純度。
同屬五月畫會的莊喆則是先援引先前發表過的文章將西方藝術解析為「浪漫」（戴奧尼索斯）與「古典」（阿波羅）兩條路徑，而幾何抽象的思想中「美」是絕對精神化的形式安排和秩序，即是所謂的阿波羅精神，認為龐圖實際上是有「反浪漫傾向」(即是指龐圖運動應是更類似阿波羅精神)與他們所標榜的「靜觀」精神顯然不合。而對於龐圖運動的成員意圖截斷繪畫的歷史，直接以一種哲學思想做為依歸的作法表示懷疑，並表示哲學思維應該先進入繪畫中轉化成為一種繪畫的思想、觀念才能真正以繪畫貼切本質。文中又指出：李元佳的作品是唯一仍銜接著中國繪畫傳統，即始不以材料、工具做限制，仍然需要找到一種本質上的中國精神才能與「靜觀」建立起關係。
1963年8月6日，龐圖來台展出的最後一天，藝術家龐曾瀛也發表〈龐圖的畫家們往何處去？——我看龐圖國際藝術運動作品展〉一文，文中以印象派畫家高更對「原始」的崇拜為比喻說明龐圖是人類文明面臨危機時所表現出的一種反應，發揮「反誘惑主義的人生觀」正是這個運動的主要目的，這種精神提醒人們去反省文明的可恥之處。龐曾瀛認為在面對文明之病，徹底表示反感的這種事情上，龐圖運動應該被視為最為重要的力量之一。但也表示龐圖所展出的作品並不成熟，認為其「哲學的氣氛遠超過藝術的成就」，尤其對龐圖的「反對」準則質疑到：「在否定了一切之後，我們願意知道他們的心願是甚麼……假如用虛無主義來反對『社會』的文明病，那便是毫無意義可言。」